# John Neville, III barone Neville di Raby
John Neville, III barone Neville di Raby (1337 circa – Newcastle upon Tyne, 1388), è stato un nobile e militare britannico.

## Biografia
John Neville nacque attorno al 1337, figlio maggiore di Ralph Neville, II barone Neville di Raby (1291 circa-5 agosto 1367) e da Alice Audley (1300 circa-1358), primo di numerosi figli fra i suoi fratelli v'era anche Alexander Neville che fu arcivescovo di York. John ebbe una carriera militare piuttosto attiva, ancora giovanissimo, fu sotto gli ordini del padre alla battaglia di Durham, attorno al 1360 venne nominato cavaliere dopo una schermaglia avvenuta a Parigi mentre era al servizio di Walter Manny, I barone Manny e combatté anche in Aquitania prima nel 1366 e poi ancora circa otto anni dopo. Quando il padre morì il 5 agosto 1367 John ne ereditò il titolo e le proprietà sparse fra Inghilterra e Scozia, dall'anno seguente iniziò a servire come ambasciatore in Francia. L'anno seguente fu proclamato cavaliere dell'Ordine della Giarrettiera, nel 1370 divenne Ammiraglio per il nord, due anni dopo ricevette un incarico a corte e partì per una spedizione militare in Bretagna. Negli anni seguenti prestò per lo più servizio in Scozia o nelle Marche Scozzesi e nel 1378 ricevette il permesso di fortificare il Castello di Raby, in quello stesso anno venne mandato in Guascogna per motivi militari divenendone poi il Siniscalco. In Guascogna rimase per diversi anni e quando tornò in patria fu nominato Guardiano delle Marche, tra il 1383 e il 1387 fece parte di una commissione che doveva trovare il terreno per una pace con la Scozia e nel 1385 fu fra coloro che accompagnarono Riccardo II d'Inghilterra in visita presso il re scozzese. John morì a Newcastle upon Tyne nel 1388 e, come chiesto nel suo testamento, venne sepolto presso la cattedrale di Durham accanto alla prima moglie e gli succedette il figlio Ralph Neville.

## Matrimoni e figli
Prima del 1362 John sposò Maud Percy (morta prima del 18 febbraio 1379) figlia di Henry Percy, II barone Percy e nipote per parte di madre di Robert de Clifford, I barone de Clifford.
Dal loro matrimonio nacquero:
- Ralph Neville
- Sir Thomas Neville
- Alice Neville
- Maud Neville
- Idoine Neville
- Eleanor Neville
- Elizabeth Neville, suora.

Rimasto vedovo prima del 9 ottobre 1381 John si risposò con Elizabeth Latimer (morta il 5 novembre 1395), figlia di William Latimer e da cui ebbe:
- John Neville, VI barone Latimer (1382 circa-10 dicembre 1430)
- Elizabeth Neville.